# Curs alt del riu Millars
Curs alt del riu Millars este o arie protejată (sit de importanță comunitară — SCI) din Spania întinsă pe o suprafață de 10.015,14 ha, integral pe uscat.

## Localizare
Centrul sitului Curs alt del riu Millars este situat la coordonatele 40°03′59″N 0°35′12″W / 40.0664°N 0.5867°V.

## Înființare
Situl Curs alt del riu Millars a fost declarat sit de importanță comunitară în iulie 2001 pentru a proteja 18 specii de animale.

## Biodiversitate
Situată în ecoregiunea mediteraneană, aria protejată conține 8 habitate naturale: Pajiști umede mediteraneene cu ierburi înalte de Molinio-Holoschoenion, Pante stâncoase calcaroase cu vegetație casmofită, Păduri termofile cu Fraxinus angustifolia, Râuri mediteraneene cu debit permanent cu specii de Paspalo-Agrostidion și galerii riverane de Salix și de Populus alba, Formațiuni riverane pe cursurile de apă mediteraneene cu debit intermitent, cu specii de Rhododendron ponticum, Salix și altele, Păduri endemice cu Juniperus spp., Păduri de stejar galițio-portugheze cu Quercus robur și Quercus pyrenaica, Păduri de Quercus ilex și Quercus rotundifolia.
La baza desemnării sitului se află mai multe specii protejate:
- păsări (15): pescăruș albastru (Alcedo atthis), fâsă-de-câmp (Anthus campestris), acvilă de munte (Aquila chrysaetos), buha (Bubo bubo), ciocârlie-cu-degete-scurte (Calandrella brachydactyla), caprimulg (Caprimulgus europaeus), șerpar (Circaetus gallicus), șoim călător (Falco peregrinus), Galerida theklae, Hieraaetus fasciatus, acvilă pitică (Hieraaetus pennatus), ciocârlie de pădure (Lullula arborea), Oenanthe leucura, Pyrrhocorax pyrrhocorax, silvie de tufiș (Sylvia undata)
- pești (3): Chondrostoma toxostoma, zvârluga (Cobitis taenia), Rutilus arcasii